# Кубок Тото
Кубок Тото по футболу — третий по значимости футбольный турнир Израиля после чемпионата и кубка.

## История
В 1982 году Израильская футбольная ассоциация (ИФА) создала новый кубковый турнир — Кубок израильской лиги, носивший официальное название Кубок Лилилана, в честь скончавшегося в том году чиновника ассоциации. В турнире участвовало команды, занявшие первые четыре места в чемпионате предыдущего года. Кубок проводился в начале сезона. Формат турнира в последующие годы менялся — то он разыгрывался в форме лиги, то в форме кубка.
В 1984 году ИФА утвердила новый формат Кубка лиги. Турнир был разделен на два отдельных кубка — для команд из первого и второго дивизиона. С сезона 1986/87 он стал носить название Кубок Тото в честь компании-спонсора.
В 1999 году была создана израильская Премьер-лига, два отдельных кубка лиги для первого и второго дивизиона были объединены в один, в котором участвовало 24 лучшие команды. Стали проводиться отдельные соревнования для команд из третьего дивизиона, Лиги Арцит. С 2004 года Кубок Тото вновь был разделён на три части для каждой из трёх дивизионов. В таком формате турнир существовал до упразднения Лиги Арцит в 2009 году. После этого осталось два отдельных кубка для первых двух дивизионов.
В сезоне 2013/14 года турнир не состоялся из-за спора между титульным спонсором и Израильской футбольной ассоциацией.

### Победители
| Сезон   | Первый дивизион              | Второй дивизион              | Третий дивизион          |
| ------- | ---------------------------- | ---------------------------- | ------------------------ |
| 1984/85 | Маккаби (Явне)               | Хапоэль (Ашкелон)            | не проводился            |
| 1985/86 | Хапоэль (Петах-Тиква)        | Хапоэль (Хадера)             | не проводился            |
| 1986/87 | Шимшон (Тель-Авив)           | Хапоэль (Хайфа)              | не проводился            |
| 1987/88 | Шимшон (Тель-Авив)           | Хапоэль (Бат-Ям)             | не проводился            |
| 1988/89 | Хапоэль (Беэр-Шева)          | Хапоэль (Хадера)             | не проводился            |
| 1989/90 | Хапоэль (Петах-Тиква)        | Маккаби (Петах-Тиква)        | не проводился            |
| 1990/91 | Хапоэль (Петах-Тиква)        | Маккаби (Петах-Тиква)        | не проводился            |
| 1991/92 | Бней Иегуда                  | Маккаби (Яффа)               | не проводился            |
| 1992/93 | Маккаби (Тель-Авив)          | Маккаби (Яффа)               | не проводился            |
| 1993/94 | Маккаби (Хайфа)              | Бейтар (Тель-Авив)           | не проводился            |
| 1994/95 | Маккаби (Петах-Тиква)        | Хапоэль (Бат-Ям)             | не проводился            |
| 1995/96 | Хапоэль (Беэр-Шева)          | Хакоах (Рамат-Ган)           | не проводился            |
| 1996/97 | Бней Иегуда                  | Хакоах (Рамат-Ган)           | не проводился            |
| 1997/98 | Бейтар (Иерусалим)           | Маккаби (Яффа)               | не проводился            |
| 1998/99 | Маккаби (Тель-Авив)          | Хакоах (Рамат-Ган)           | не проводился            |
| 1999/00 | Маккаби (Петах-Тиква)        | Маккаби (Петах-Тиква)        | Хапоэль (Рамат-Ган)      |
| 2000/01 | Хапоэль (Хайфа)              | Хапоэль (Хайфа)              | Маккаби (Кафр-Кана)      |
| 2001/02 | Хапоэль (Тель-Авив)          | Хапоэль (Тель-Авив)          | Хапоэль (Ашкелон)        |
| 2002/03 | Маккаби (Хайфа)              | Маккаби (Хайфа)              | Хапоэль (Ашкелон)        |
| 2003/04 | Маккаби (Петах-Тиква)        | Маккаби (Петах-Тиква)        | Хапоэль (Рамат-ха-Шарон) |
| 2004/05 | Хапоэль (Петах-Тиква)        | Маккаби (Нетанья)            | Хапоэль (Ашкелон)        |
| 2005/06 | Маккаби (Хайфа)              | Хапоэль (Акко)               | Хапоэль (Рамат-Ган)      |
| 2006/07 | Маккаби (Герцлия)            | Хапоэль (Кирьят-Шмона)       | Хапоэль (Рамат-Ган)      |
| 2007/08 | Маккаби (Хайфа)              | Хапоэль (Петах-Тиква)        | Маккаби (Кирьят-Ата)     |
| 2008/09 | Маккаби (Тель-Авив)          | Хапоэль (Беэр-Шева)          | Хапоэль Марморек         |
| 2009/10 | Бейтар (Иерусалим)           | Хапоэль Ирони (Кирьят-Шмона) | не проводился            |
| 2010/11 | Хапоэль Ирони (Кирьят-Шмона) | Хапоэль (Рамат-ха-Шарон)     | не проводился            |
| 2011/12 | Хапоэль Ирони (Кирьят-Шмона) | Хапоэль (Рамат-Ган)          | не проводился            |
| 2012/13 | Хапоэль (Хайфа)              | Хапоэль (Ришон-ле-Цион)      | не проводился            |
| 2013/14 | не проводился                | не проводился                | не проводился            |
| 2014/15 | Маккаби (Тель-Авив)          | Хапоэль Бней-Лод             | не проводился            |
| 2015/16 | Маккаби (Петах-Тиква)        | Хапоэль (Ашкелон)            | не проводился            |
| 2016/17 | Хапоэль (Беэр-Шева)          | Маккаби Шаараим Реховот      | не проводился            |
| 2017/18 | Маккаби (Тель-Авив)          | Хапоэль (Афула)              | не проводился            |
| 2018/19 | Маккаби (Тель-Авив)          | Хапоэль (Катамон)            | не проводился            |